# تاکتاگولوو
تاکتاگولوو (به لاتین: Taktagulovo) یک منطقهٔ مسکونی در روسیه است که در باشقیرستان واقع شده‌است.